# Youssef Salem a du succès
Youssef Salem a du succès és una pel·lícula de comèdia francesa dirigida per Baya Kasmi i estrenada el 2022. Ha estat subtitulada al català.

## Argument
Youssef Salem, de 45 anys, d'una família d'immigrants algerians en un barri obrer de Lo Pòrt de Boc, viu a París on es dedica a escriure. Després dels contratemps, va decidir escriure una novel·la en part autobiogràfica, inspirada en la seva joventut i, en particular, en els tabús que envolten la sexualitat a l'entorn on va créixer, titulada El xoc tòxic. El llibre provoca un apassionat debat públic, però també tensió dins la seva família, que haurà de mantenir unida com pugui.

## Repartiment
- Ramzy Bedia : Youssef Salem
- Noémie Lvovsky : Lise, l'editora de Youssef
- Melha Bedia : Bouchra, la germana de Youssef
- Caroline Guiela Nguyen : Loubna, la germana de Youssef
- Oussama Kheddam : Moustapha dit « Mouss », el germà de Youssef
- Abbes Zahmani : Omar Salem, el pare de Youssef
- Tassadit Mandi : Fatima Salem, la mare de Youssef
- Lyes Salem : Rachid, el candidat del programa de televisió Ko Laboa
- Vimala Pons: Léna, la doctora
- Chryssa Florou: Chrissa, la dona de Loubna
- Édouard Sulpice: Édouard, ajudant de la Lise
- Augustin Trapenard: ell mateix, presentador d'un programa literari
- Arnaud Viviant: el presentador del debat televisiu
- Michel Leclerc: Paul Goldstein
- Stéphane Foenkinos: Pierre de Choudens
- Sofia Aouine: la propietària del bar
- Ilian Benomar Iza: Youssef als 13 anys a la novel·la
- Paloma Gatto Gest: Léna als 13 anys a la novel·la
- Baya Kasmi: la mare de Youssef a la novel·la
- Zakariya Gouram: el pare de Youssef a la novel·la
- Wassim Gasmi: Djibril, germà de Youssef a la novel·la
- Anis Cherki: Hakim, el germà de Youssef a la novel·la
- Maxence: Boris, el xicot de Hakim a la novel·la
- Norbert Ferrer: un agent literari (sense acreditar)

### Distinció
Premi a la millor pel·lícula al Festival du film de société de Royan.

## Recepció
A França la pel·lícula va vendre 157.777 entrades en sis setmanes, el que suposa una recaptació de 999.559 dòlars.